# История геологии и горного дела
История геологии и горного дела (англ. Information System "History of Geology and Mining") — научная информационная система (база знаний, библиографическая база данных и некоммерческий веб-сайт) по биографическим, библиографическим данным и документам об учёных, научных организациях и изданиях связанных с геологическими и горными науками, совместный проект Геологического института и Библиотеки по естественным наукам Российской академии наук. Является первой попыткой систематизации и раскрытия большого массива данных в области истории геологии и горного дела. Создана для поддержки и сопровождения научных исследований по истории науки.
Версии информационной системы «История геологии и горного дела»:
- Тестовая версия на сайте БЕН РАН (2011—2015 года — http://scirus.benran.ru/higeo)
- Рабочая версия расположена на сайте ГИН РАН:
  - 2015-2025 на http://higeo.ginras.ru
  - с 2025 тестовая версия — https://dev.higeo.ru

## Описание и структура

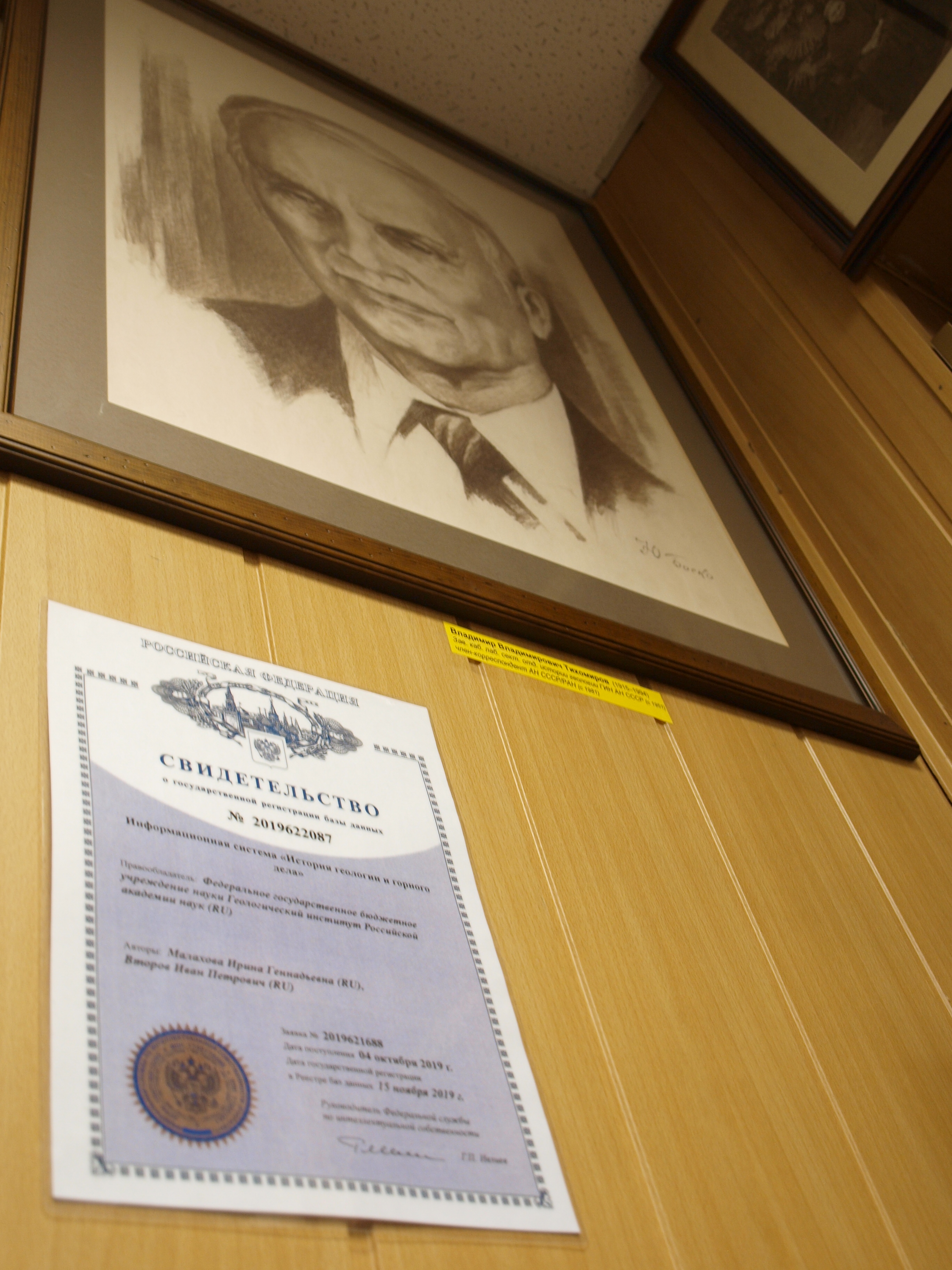

Система была создана на базе сетевого настраиваемого программного комплекса «SciRus» (от англ. Science Russia — «Наука России», не путать с Scirus) разработанной в БЕН РАН (входит в Информационно-библиотечный совет РАН). Программное обеспечение: Н. Каленов, А. Сенько, М. Якшин.
Информационная система по истории геологии включает основные данные об учёных:
- Анкетные биографические данные
- Организации (академии, учебные заведения, институты и научные общества), география и направления исследований
- Печатные источники (журналы, газеты и другие серийные издания)
- Краткие научные биографии учёных (на стадии наполнения)
- Основные научные труды и ссылки на них (по мере их доступности указаны URL и DOI)
- Литература об учёных и ссылки на них (по мере их доступности указаны URL)
- Документы связанные с учёными (анкеты, рукописи, программы мероприятий, корреспонденция и прочие документы)
- Портреты учёных, групповые фотографии, гравюры и другие изображения.

Массив данных концентрируется вокруг персоналии учёного. При этом, большая часть документов продолжают обрабатываться или пока находится в закрытом доступе: около 10 тысяч папок об учёных, >15 тысяч фотографий и других изображений.
Внутренний интегрированный поиск по многим параметрам является основным функционалом Информационной системы.

## История

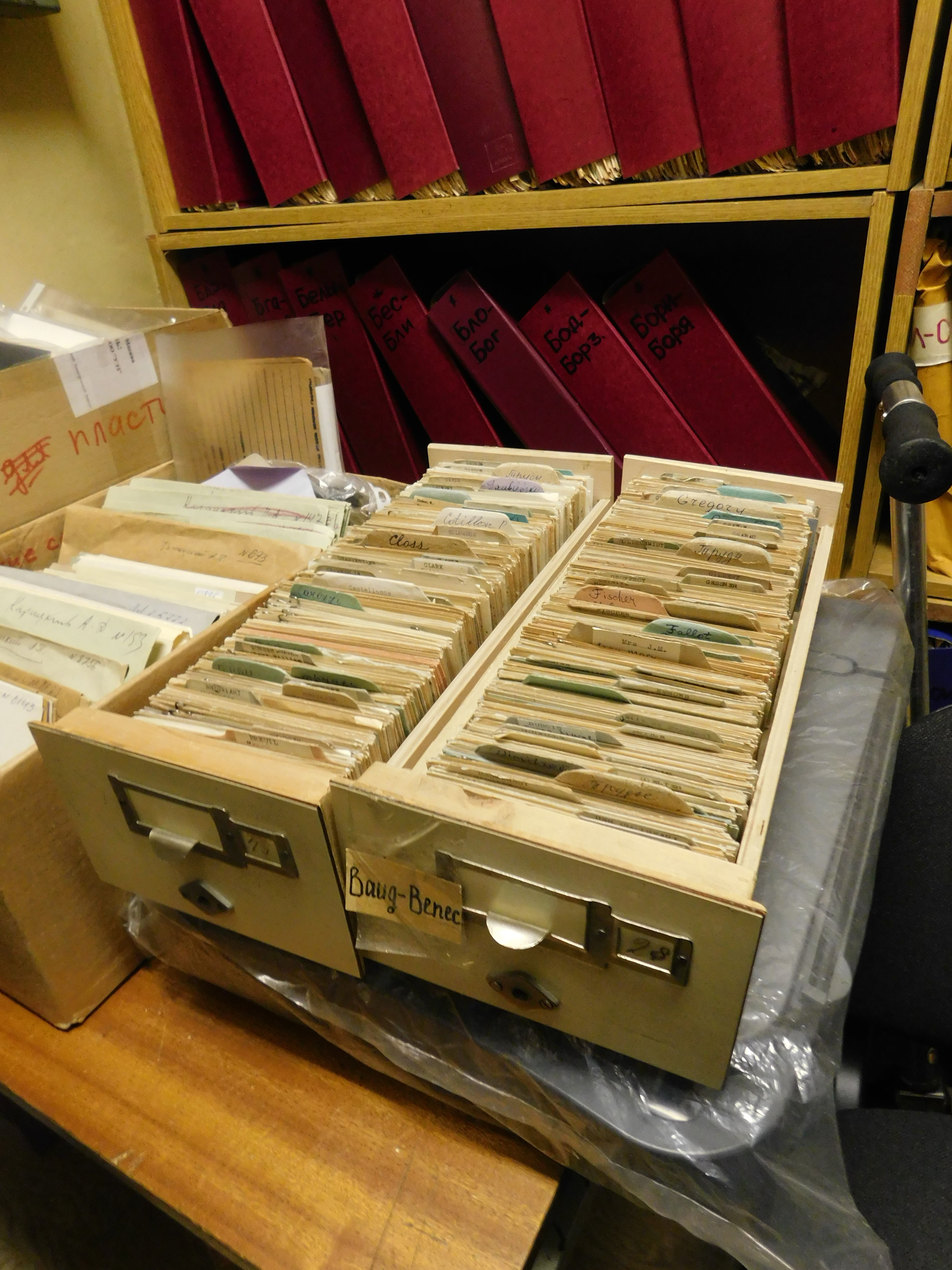
ГИН РАН

С 1949 года В. В. Тихомиров начал собирать материалы по истории геологических наук в Институте геологических наук АН СССР (предшественник ГИН РАН). В 1951 году он основал и возглавил «Кабинет истории геологических наук». Группа историков науки и библиографов продолжила сбор и обработку информации по истории наук о Земле, начала активно анкетировать геологов со всего СССР и составлять библиографии научных трудов учёных на библиографических карточках. Кроме того собирались фотографии, иллюстрации для публикаций, информация о всевозможных геологических научных организациях и мероприятиях (конгрессы, съезды, конференции, юбилейные и другие мероприятия).
В 1956 году, при образовании Геологического института АН СССР, «Кабинет» получил название «Лаборатория истории геологии», затем «Отдел истории геологии». На основании собранного материала начали публиковаться:
- 1961—1992 — Материалы Комиссии по геологической изученности СССР[8].
- 1965—1973 — Биографии и библиографии учёных в виде библиографических словарей, редактором 7 первых выпусков был В. В. Тихомиров[9].

В 1991 году Отдел истории геологии переехал в недавно созданный Государственный геологический музей имени В. И. Вернадского РАН.
Сбор данных начался на базе Microsoft Access, к 2007 году были введены краткие сведения о 1700 учёных, труды которых имели значение для развития наук о Земле. Затем систему планировалось интегрировать в типовой программный комплекс информационная система «Научный Институт РАН», в сотрудничестве с Вычислительным центром РАН имени А. А. Дородницына
В 2008 году группа истории геологии начала работу по Программе Президиума РАН — Электронная библиотека «Научное наследие России», объединившей информационные ресурсы научных институтов, архивов и библиотек РАН. В библиотеке размещались публикации естествоиспытателей и геологов (до 1945 года), их биографические очерки и портреты. Был создан раздел «Естественноисторические коллекции» с описаниями музейных предметов из исторических и монографических коллекций связанных с учёными. Поэтому современная информационная система интегрирована (ссылки на научные труды, информация об авторах и прочая информация) с электронной библиотекой «Научное наследие России».
Исследования по теме Информационная система «История геологии и горного дела» начались с 2010 года. В современных условиях обработать накопленные материалы можно было только используя информационные технологии, для максимальной кооперации с научным сообществом её решили разместить в Интернет. Отдел истории геологии совместно с Библиотекой по естественным наукам РАН (БЕН РАН) начал разработку нового интернет ресурса — информационная система «История геологии и горного дела».
С 2011 года система начала наполняться списками научных трудов и литературой об учёных. Приоритет отдавался членам, членам-корреспондентам и иностранным членам (профессорам, экстраординарным и ординарным академикам) отечественной академии, название которой менялось:
Учёные избранные в разное время по отделениям Академии наук связанными с геологией и горным делом (до середины 19 века — естествознание, естественная история и пр.), например:
- Отделение физико-математических наук: ориктогнозия и минералогическая химия; минералогия; по разряду физическому (геология); геология нефти; геология и география; геология и палеонтология.
- Отделение геолого-географических наук: общая геология; геотектоника и общая геология, минералогия и рудные месторождения.
- Отделение геологии, геофизики и геохимии: горные науки, разработка полезных ископаемых.
- Отделение технических наук: горное дело.
- Отделение геологии, геофизики, геохимии и горных наук (геохимия)
- Отделение наук о Земле: геология; геодинамика; геоинформатика; геология и геофизика; геология и разработка месторождений газа; геология нефти; геохимия; геология и металлогения; горное дело; горные науки и др.

С мая 2015 года, в связи с возвращением научного подразделения «Группа истории геологии» в Геологический институт РАН (ГИН РАН), Информационная система перешла под управление ГИН РАН и БЕН РАН.
В 2015—2018 годах научная работа по наполнению системы была плановой научной темой фундаментальных исследований ГИН РАН — История важнейших достижений в геологии и горных науках: Информационная система «История геологии и горного дела».
В 2017 году были составлены библиографии всех членов, членов-корреспондентов и зарубежных членов академии наук (ИАН, РАН, АН СССР, РАН) по специальности геология и горное дело.
В 2019 году информационная система переехала в ГИН РАН (http://higeo.ginras.ru/), в ней представлено более 900 учёных. Объём базы данных около 2 гигабайт. Зарегистрирована Роспатентом: авторы — И. Г. Малахова и И. П. Второв, правообладатель — Геологический институт РАН.
В Информационной системе количество представленных персоналий учёных с их библиографиями постоянно увеличивается:
- 2021—1200
- 2022—1400
- 2023—1600
- 2024—1700[16].

## Использование системы
Информационная система продолжает расширять объём (превысила 1000 учёных на апрель 2020 года) и становится всё более точным и удобным инструментом для работы историков науки и специалистов в науках о Земле. По данным статистики, её в основном посещают учёные из стран бывшего СССР, а также США и Европы. Наиболее востребованными стали поисковые возможности системы (поиск библиографических данных).
В 2015 году Информационная система была предложена на конференции Федерального агентства научных организаций (ФАНО), в качестве модели единой сети данных по истории наук о Земле, для формирования соответствующего «Центра коллективного пользования» учёных. Для презентации Информационной системы на международных научных конференциях к ней был добавлен англоязычный дублирующий интерфейс.
С 2017 года Информационную систему используют студенты 5 курса Геологического факультета МГУ в учебном курсе «История геологии».